# Coup du chapeau à la Gordie Howe
Pour l’article homonyme, voir Coup du chapeau.

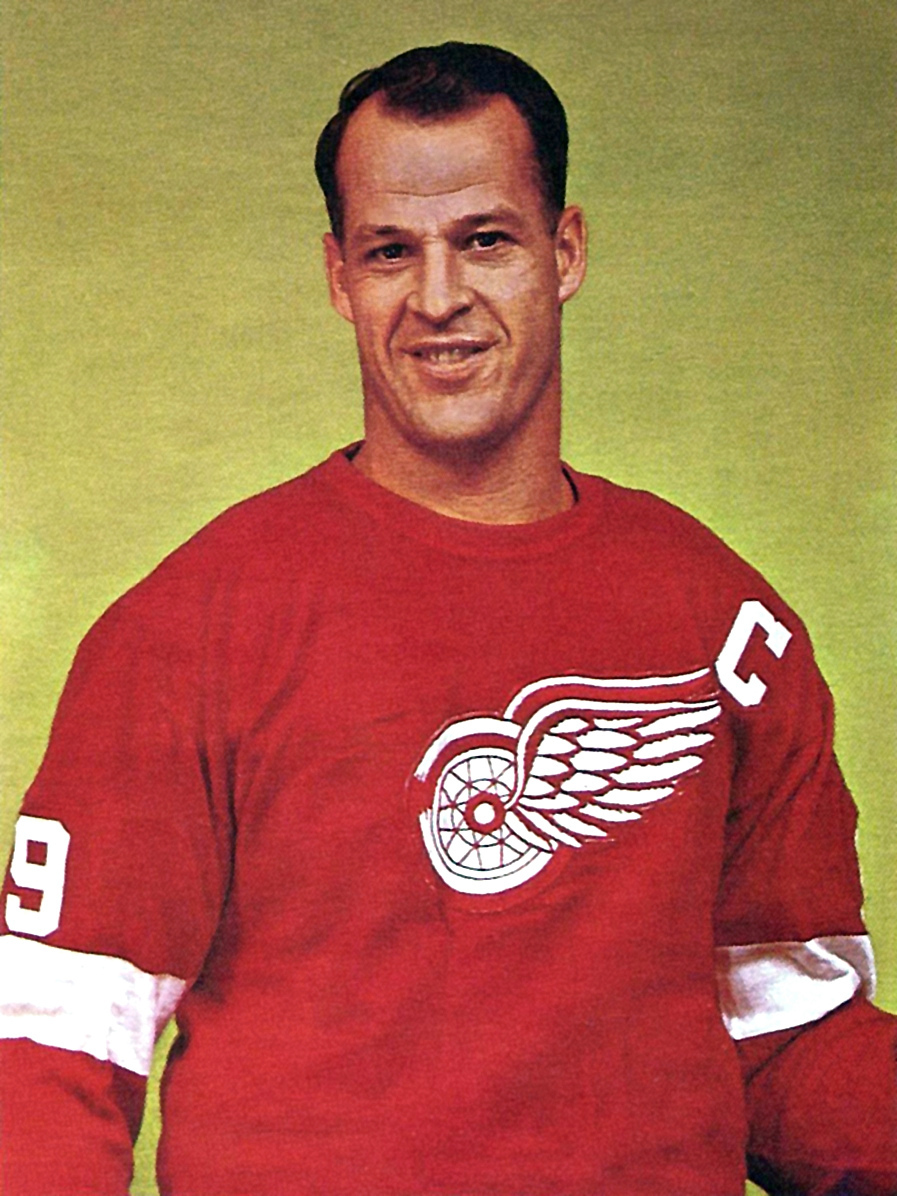
Carte à échanger de Gordie Howe sous le maillot des Red Wings de Detroit. Elles se trouvaient dans le boites de céréales aux États-Unis et au Canada de 1963 à 1965.

Un coup du chapeau à la Gordie Howe ou au Canada français : un tour du chapeau à la Gordie Howe — en anglais Gordie Howe hat trick — est un terme de hockey sur glace associé au chiffre 3 dans la Ligue nationale de hockey. Il s'agit d'une variation du coup du chapeau traditionnel — ce dernier consiste à inscrire trois buts au cours d'une même rencontre.

## Définition et origine
Un coup du chapeau à la Gordie Howe consiste à réaliser au cours du même match un but, une assistance et également enregistrer un combat.
Ce coup du chapeau se nomme ainsi en l'honneur de Gordie Howe qui réalise à deux reprises cette « figure » au cours de sa carrière, les deux fois au cours de la saison 1953-1954. Brendan Shanahan a réussi le plus grand nombre de fois ce coup du chapeau avec dix-sept réalisations en carrière.
Le premier tour du chapeau à la Gordie Howe serait survenu le 26 décembre 1917 par Harry Cameron des Arenas de Toronto.
Le premier tour du chapeau à la Gordie Howe homologué est arrivé le 22 décembre 1920 quand Harry Cameron des St-Patricks de Toronto joua contre les Sénateurs d'Ottawa.
Les deux réalisés par Gordie Howe lui-même :
1er : le 11 octobre 1953 - combat contre Fernie Flaman des Maple Leafs de Toronto, une passe sur un but de Red Kelly et un but.
2e : le 21 mars 1954    - un but, une passe sur un but de Ted Lindsay et un combat contre Ted Kennedy encore des Leafs.